# 8826 Корневілль
8826 Корневілль (8826 Corneville) — астероїд головного поясу, відкритий 13 серпня 1988 року.
Тіссеранів параметр щодо Юпітера — 3,176.